# Enkelados (gigant)
Enkelados (gr. Ἐγκέλαδος Enkélados, łac. Enceladus) – w mitologii greckiej jeden z gigantów.
Uchodził za syna Gai i Uranosa (lub Tartaru). Brał udział w gigantomachii. Został rażony gromem Zeusa i zmiażdżony Sycylią.